# Hans-Georg Ponesky

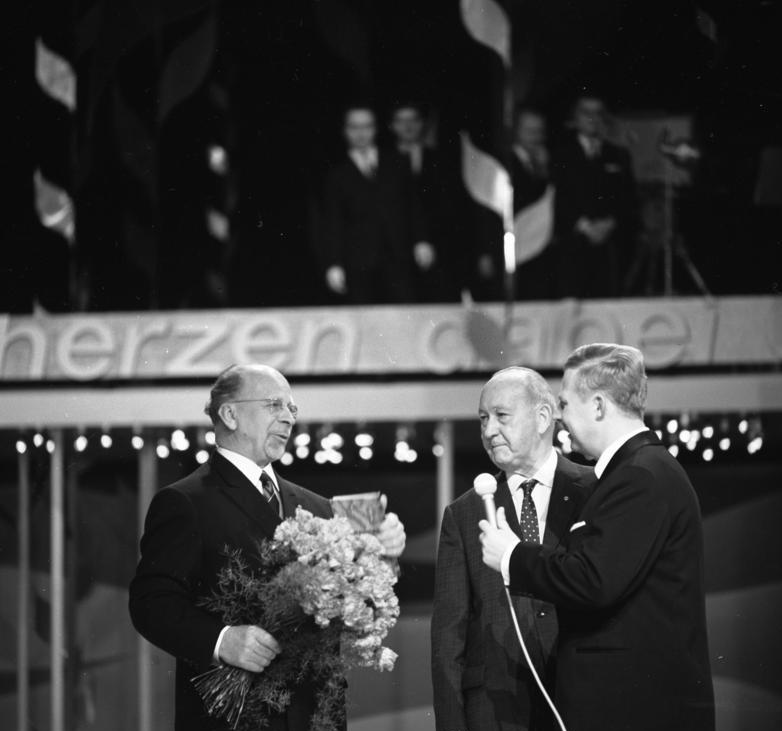
Hans-Georg Ponesky (rechts mit Mikrophon) mit Walter Ulbricht und Max Fechner am 16. April 1966 auf der Bühne des Friedrichstadtpalastes

Hans-Georg Ponesky (* 27. Juli 1933 in Dresden; † 30. Juli 2016 in Spanien) war ein deutscher Showmaster.

## Leben
Nach Anfängen im Rundfunk der DDR (Hörfunk) erreichte Ponesky bald eine Spitzenposition im Deutschen Fernsehfunk. Viele Jahre hintereinander wählten ihn die Leser der Programmzeitung FF dabei zum „Fernsehliebling des Jahres“. Zu den Höhepunkten seiner Karriere zählte die große Überraschungsshow „Mit dem Herzen dabei“. Die Sendung lief erstmals am 7. Oktober 1964, dem 15. Jahrestag der Gründung der DDR, und dann häufig an wichtigen Festtagen. Sie sollte alles Dagewesene in den Schatten stellen und hatte einen klaren politischen Auftrag.
Michael Reufsteck schrieb:

„Die Mitglieder staatstragender Institutionen der DDR sollten als Menschen wie du und ich gezeigt, aber auch gefeiert werden. Der Moderator überraschte einfache Arbeiter und belohnte sie für ihren Einsatz.

 Ein Mann findet bei der Rückkehr von einer Dienstreise sein Haus fertig renoviert vor. Eine Verkehrspolizistin wird an der Kreuzung von Hunderten Autos eingekreist und mit einem Hupkonzert gefeiert, bevor sie im Saal einen polnischen Jungen wieder trifft, den sie nach dem Krieg aufgenommen und jahrelang nicht gesehen hatte. Ein Eisenbahner, der nach einer langen Schicht im Bett liegt, wird dort mit versteckter Kamera gefilmt und vom Moderator aus dem Friedrichstadtpalast angesprochen, dass er vorbeikommen soll – er könne dabei auch im Bett bleiben. Er wird dann mit einem motorisierten Bett, das vor seiner Haustür steht, durch die Karl-Marx-Allee zur Veranstaltung gefahren. Zwischendurch gab es Auftritte populärer Künstler. Die Show wurde mit gewaltigem Aufwand in Szene gesetzt. Alles war möglich: In die Wände der Lokführerwohnung waren Löcher gebohrt worden, um Mikrofone und Kameras darin unterzubringen.“

In einer Sendung am 16. April 1966 fand sogar eine öffentliche Aussöhnung zwischen Walter Ulbricht und Max Fechner statt, dem zeitweise inhaftierten ersten Justizminister der DDR. Wegen der oft emotionalen Momente bekam Ponesky die Spitznamen „Blonde Träne“ und „Seelen-Hitchcock“. Ponesky hatte vorher seit 1962 eine ähnliche Rundfunkshow auf Radio DDR moderiert. 1965 erhielt er den Kunstpreis der DDR sowie den Vaterländischen Verdienstorden in Bronze.
Er war verheiratet mit seiner Frau Karin. Sein Sohn Olaf ist Konzertveranstalter in Berlin. Zuletzt lebte er in Spanien und seit 2009 auch in Lückendorf.

## Shows (Auswahl)
- Mit dem Herzen dabei, 1964–1968[5]
- Mittwoch, 20.00 Uhr, 1967–1968[6]
- Alles singt, 1976–1991[7]
- SpielSpaß, 1977–1991[8]
- Auf großer Fahrt
- Kollege kommt gleich
- Spiel mit
- Cocktail international
- Punkte für jeden
- Spielzeit
- Gemeinsam machts Spaß

Hans Georg Ponesky hat nicht nur die Sendungen moderiert, er war auch deren geistiger Vater.